# Всесвітній торговий центр Монтевідео
Всесвітній торговий центр Монтевідео (WTC Montevideo) — комплекс будівель, розташований у Монтевідео, Уругвай. Він був офіційно відкритий у 1998 році та реконструйований між 2002 та 2009 роками.
Офіційний девіз: «Працюй у найкращому місці для проживання».

## Місцезнаходження
ВТЦ Монтевідео знаходиться лише за 30 хвилин їзди від міжнародного аеропорту Карраско та за 15 хвилин їзди від порту Монтевідео. Він розташований поруч із торговим центром Монтевідео, в районі Бусео, районі, який останніми роками найбільше зростає в місті. Проспекти з легким транспортним потоком, які оточують Комплекс, гарантують швидкий доступ до нього.
Таким чином комплекс досяг справжньої децентралізації в місті, закріпивши тенденцію, закладену його сусідом, торговим центром Монтевідео понад 20 років тому, перемістивши центр тяжіння міста.

## Комплекс
Сьогодні ВТЦ Монтевідео складається з трьох веж: двох триповерхових будівель під назвою ВТЦ Плаза і ВТЦ Авеню та великої центральної площі під назвою Тауерс-Сквер.
ВТЦ-1 — 22-поверхова вежа площею 17 000 м2, відкрита в 1998 році. Того ж року було зведено ВТЦ Авеню та ВТЦ Auditorium. Перша з них має 2 поверхи заввишки й загальну площу 5600 квадратних метрів, а друга приєднана до ВТЦ 2.
ВТЦ 2 був урочисто відкритий у 2002 році та ідентичний ВТЦ 1. Разом вони є другими за висотою вежами-близнюками в Уругваї, поступаючись лише вежам НуевоСентро. Через 7 років, у 2009 році, відбулося урочисте відкриття ВТЦ 3, ВТЦ Плаза та Тауерс-Сквер. ВТЦ 3, розташований між проспектами Луїса Альберто де Еррера та 26 де Марсо, має 19 поверхів заввишки й 27 000 квадратних метрів загальної площі офісних приміщень.
Торговий центр ВТЦ Плаза має 2 поверхи. Тут розташовується декілько національних і міжнародних мереж ресторанів, таких як Burger King, Walrus, Bamboo, Gardenia Mvd і La Claraboya Cafe.

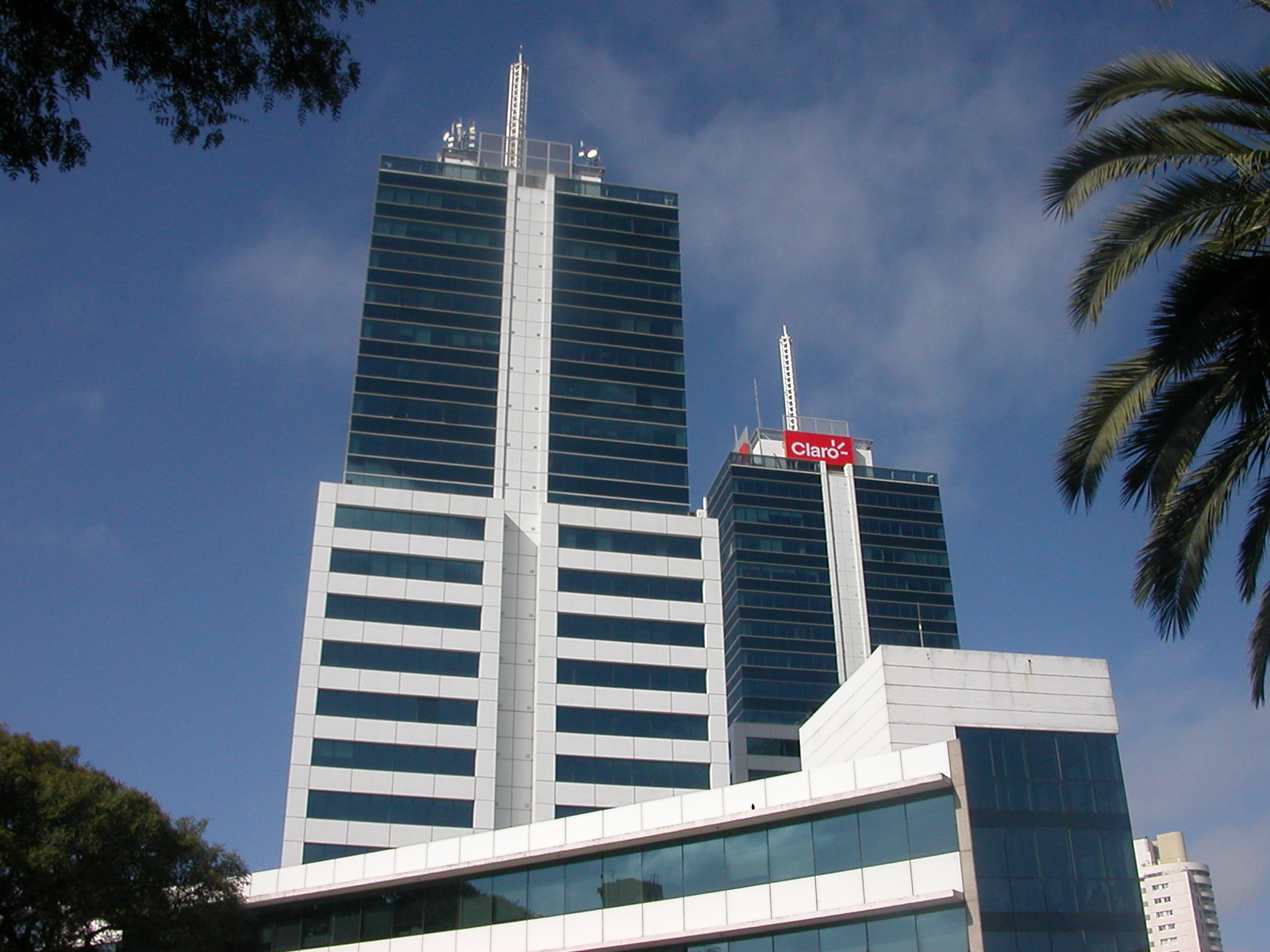
ВТЦ 1, ВТЦ Авеню і ВТЦ 2

Тауерс-Сквер призначена для розвитку ділової активності, художніх виставок, танцювальних і музичних виступів, культурної анімації, місцем зустрічей, а також туристичним центром. Він з'єднує різні будівлі та вежі комплексу ВТЦ і є головним входом до нього. У центрі площі стоїть скульптура, виконана відомим уругвайським художником Пабло Ачугаррі.

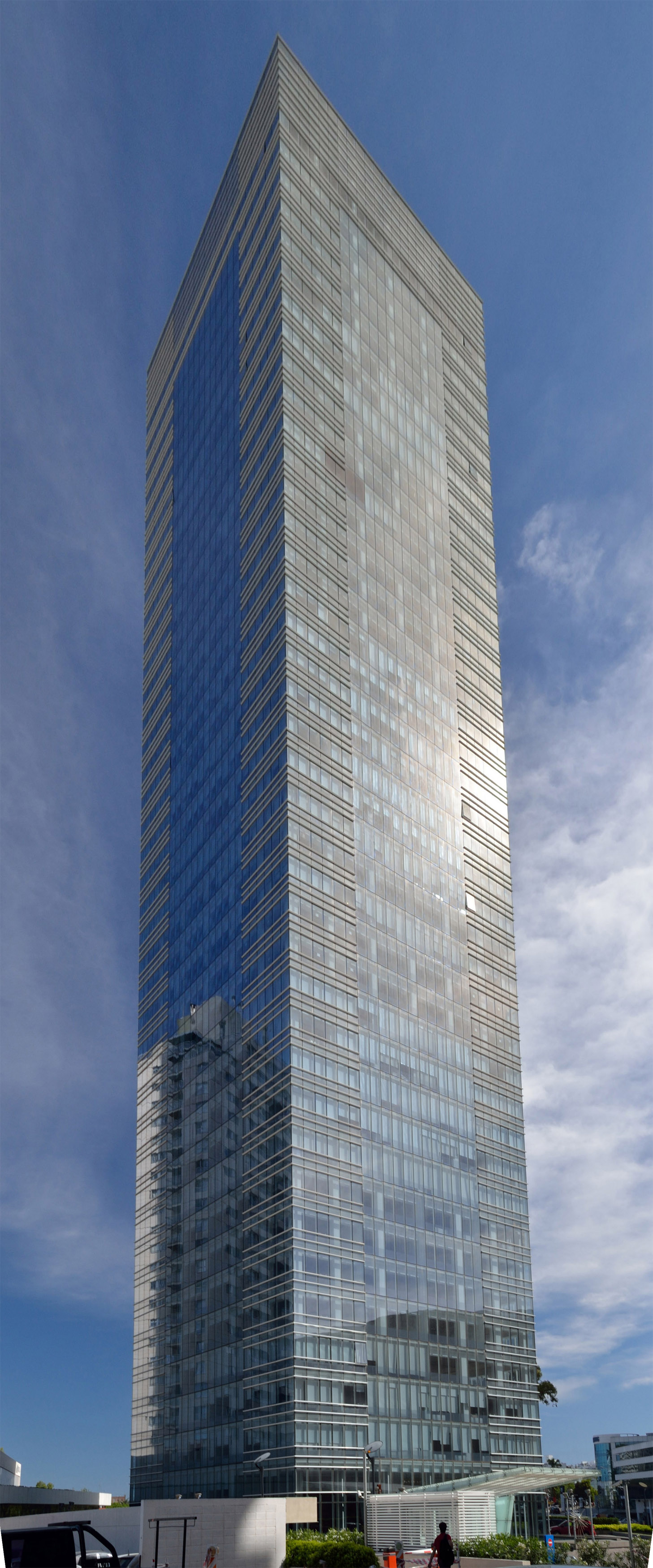
Безпосередній вид на ВТЦ IV

Завершують комплекс Всесвітній торговий центр 4, найвища будівля в комплексі, розташована на висоті 120 метрів над землею, і ВТЦ Free Zone, 23-поверхова будівля з комплексу «WTC FZ». Будівництво ВТЦ Free Zone 2 має завершитися на початку 2020 року і буде знаходитися на висоті 60 метрів (22 поверхи) над землею.
5 липня 2015 року біля бази ВТЦ Монтевідео було виявлено частково сконструйовану бомбу, виготовлену співробітником ізраїльського посольства. Мотиви цього вчинку не були повністю розкриті в пресі, але суддя Нестор Валетті повідомив пресі, що «після перегляду записів з камер спостереження співробітники розвідки дійшли висновку, що пакет був підозрілим»